# Elisabetta Querini

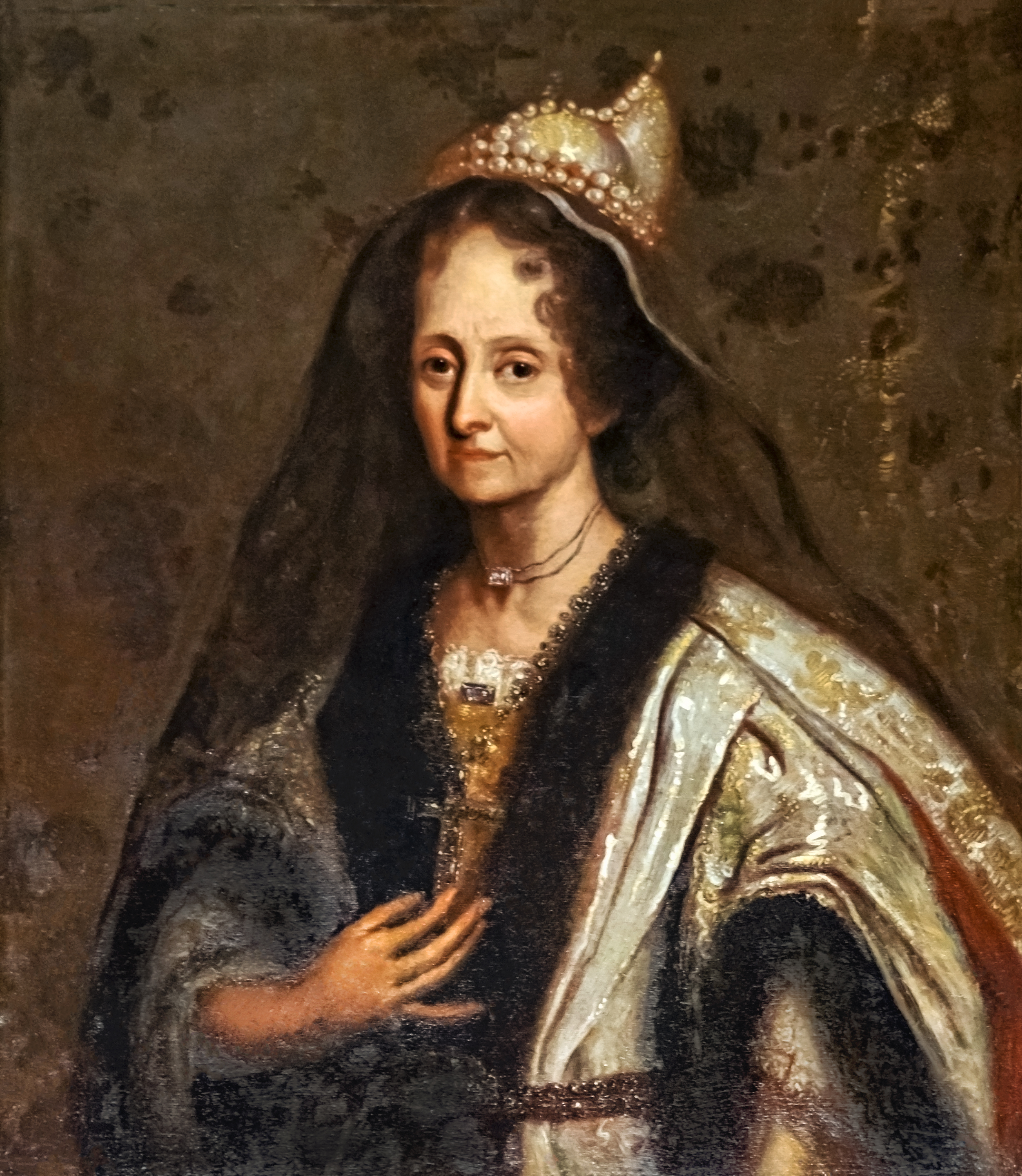
Elisabetta Querini, gekroonde dogaressa van Venetië

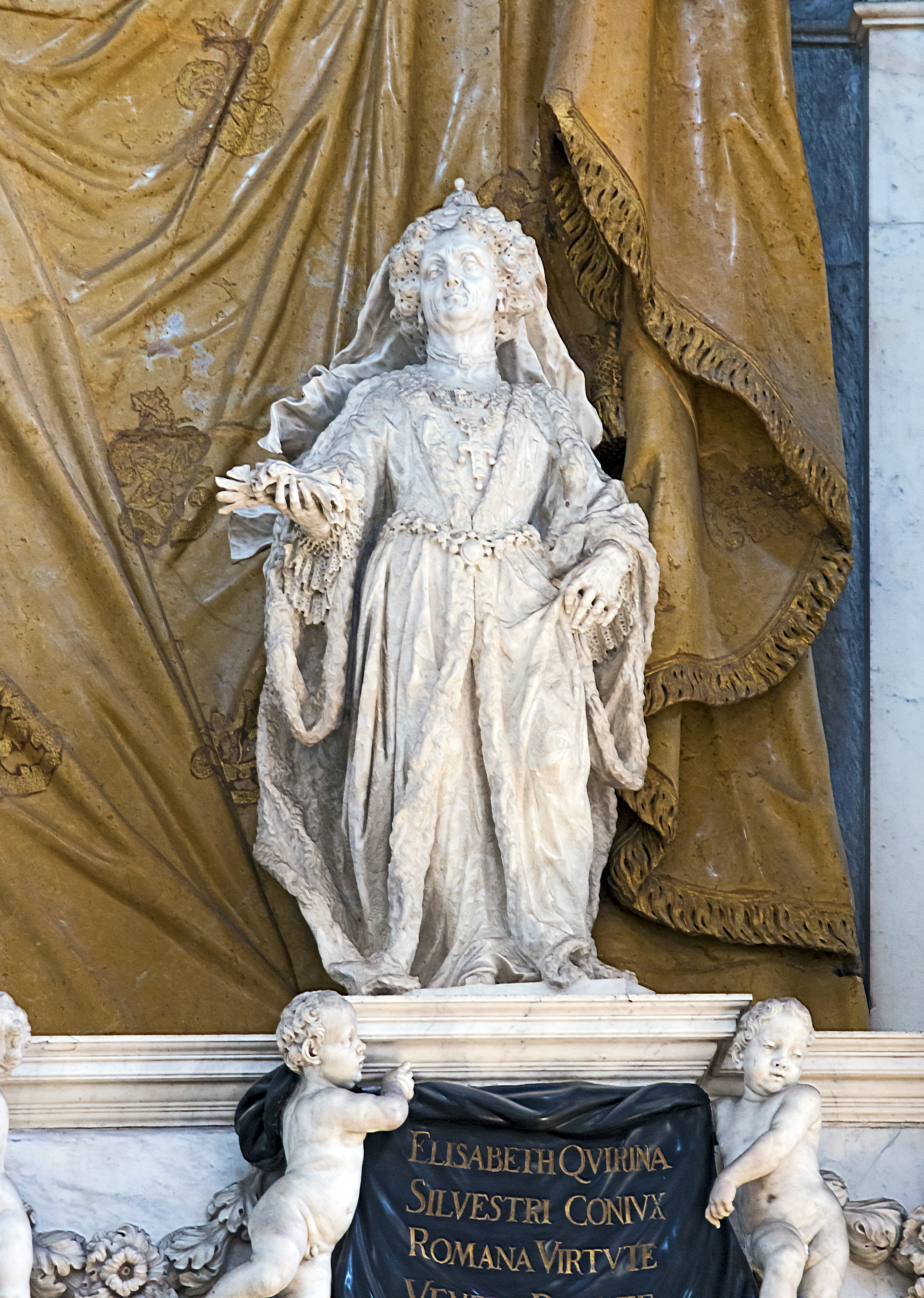
Grafmonument in de Santi Giovanni e Paolo (Venetië)

Elisabetta Paolina Querini (Venetië, 12 november 1628 – aldaar, 19 januari 1709), bijgenaamd Betta, was doge-gemalin of dogaressa van de republiek Venetië. 
Haar man was doge Silvestre Valier (1630-1700). Querini was de laatste dogaressa die ceremonieel gekroond werd (1694); kroningen van echtgenotes waren evenwel bij wet verboden in Venetië.

## Levensloop
Querini was een dochter van Paolo Querini en Bianca Ruzzini, beiden patriciërs in Venetië. De familie Querini was grootgrondbezitter.
Op 8 juli 1649 huwde Querini met Silvestre Valier, zoon van Bertuccio Valier, een gefortuneerde patriciër en kandidaat-doge. Querini bracht een huwelijksschat mee van 45.000 dukaten, wat een aanzienlijk bedrag was. Hetzelfde jaar werd haar man procurator van San Marco na de betaling van 25.000 dukaten aan de republiek die in geldnood zat omwille van de Kretenzische oorlog (1645-1669).
Het echtpaar kreeg een zoon, Bertuccio, die stierf als baby. Het echtpaar bleef verder kinderloos.
Querini hield zich bezig met het beheer van paleizen en landerijen van de familie. In Venetië steunde zij godshuizen en andere liefdadigheid zoals instellingen voor armen en wezen. Haar schoonvader werd doge (1656) en haar man maakte carrière in verschillende ambten van de republiek. 
In 1694 werd haar man Silvestre Valier tot doge verkozen. 
Naast de kroning van haar man stippelde Querini voor haar ook een kroningsceremonie uit. Dit was evenwel verboden door de wet van 10 januari 1645. Querini lanceerde toch een ceremonie voor haar, volgens een kroningsprotocol voor dogeressa van voor het jaar 1645. Ze was gekleed in een wit gewaad met gouddraad, droeg een ketting met diamanten kruis en op haar hoofd stond een dogekroon versierd met diamanten. De aanwezigheid van edelstenen op een dogekroon was overigens expliciet verboden door de wet van 1645. Een plejade aan schepen begeleidde haar terwijl ze op een troon zat op de Bucintoro of paradeschip van de republiek Venetië. Aangekomen in het dogepaleis werd Querini ontvangen door hoogwaardigheidsbekleders uit binnen- en buitenland.
Na de dood van haar man (1700) werd het verbod op kroning van dogaressa herhaald. 
Querini trok zich terug in haar paleizen. Van daar uit beheerde ze instellingen en kloosters die genoten van haar financiële steun. Ook deed ze schenkingen aan kloosterzusters, dienstmeiden en dames in Venetië die een bruidsschat nodig hadden. Ze liet een grafmausoleum bouwen voor haar schoonfamilie in de Santi Giovanni e Paulokerk; voor haarzelf voorzag ze ook een grafmonument. Querini stierf in 1709 nadat ze minutieus haar vermogen had toebedeeld in haar testament. Het grafmonument vermeldt in het opschrift over haar Romana virtute of vrouw met een Romeinse deugd.